# Gettyia
Gettyia — викопний рід авізавридних енанціорнісових птахів з пізньої крейди Північної Америки.

## Опис
Геттія відома з однієї правої передплесни. Ця кістка схожа на кістки інших північноамериканських авізавридів, таких як Avisaurus і Mirarce, але вона значно менша. На передньому краї другої плеснової кістки був горбок (бугоркова структура), який, ймовірно, з'єднувався з великогомілковим черепним м'язом, який згинає щиколотку. Інші авізавриди зазвичай мали цей горбок, розташований посередині плеснової кістки або ближче до щиколотки, ніж до пальців. Третя і четверта плеснові кістки зрощені більш широко, ніж в інших авізавридів, оскільки зрощення відбувається не лише біля щиколотки, але й біля пальців ніг.

## Палеобіологія
Більш дистальний горбок черепно-гомілкової кістки Gettyia свідчить про те, що вона вела більш спеціалізований спосіб життя порівняно з іншими авізавридами. Zeffer & Norberg (2003) виявили, що живі птахи з дистально розташованими горбками великогомілкового м'яза були біомеханічно схильні підкреслювати силу згинання, а не швидкість. Особливо хижі птахи використовують сильне згинання під час полювання. Деревні папуги та інші лазячі птахи також використовують сильне згинання, щоб отримати стабільність під час пошуку їжі або висіння на гілках дерев. Наземні птахи зазвичай потребують більшої швидкості та меншої сили, щоб сприяти пересуванням, таким як ходьба та стрибки.

## Палеоекологія
Геттія відома завдяки вологим низинним болотам, озерам і річковим басейнам західного узбережжя Західного внутрішнього морського шляху, а також значно більш посушливим нагір'ям між цією територією та Кордильєрським насувним поясом, який з часом утворив Скелясті гори.

## Класифікація
Varrichio та Chiappe (1995) спочатку назвали Gettyia Avisaurus gloriae. Назва виду на честь Глорії Зібрехт, волонтера-колекціонера скам'янілостей у Музеї Скелястих гір, яка знайшла цей екземпляр. Новий частковий скелет спонукав Аттерхолта та ін. (2018) для переоцінки таксономії авізаврід. Вони виявили, що Mirarce був проміжним між «Avisaurus» gloriae та Avisaurus archibaldi, показуючи, що два види «Avisaurus» насправді не були членами одного монофілетичного роду. Щоб розв'язати цю проблему, вони створили назву роду Gettyia для Avisaurus gloriae, вшановуючи покійного Майка Гетті.